# Boto-cor-de-rosa
Boto-cor-de-rosa, boto-vermelho, boto-rosa, boto-malhado, boto, costa-quadrada, cabeça-de-balde ou uiara são nomes comuns dados a 3 espécies de golfinhos fluviais (não confundir com golfinhos, que pertencem à família Delphinidae) do gênero Inia. As espécies se distribuem nas bacias dos rios Amazonas e Solimões (I. geoffrensis), na sub-bacia Boliviana (I. boliviensis) e na bacia do rio Araguaia (I. araguaiaensis).
É o maior golfinho de água doce,é um dos cetáceos com dimorfismo sexual mais evidente, com os machos medindo e pesando 16% e 55% mais do que as fêmeas. Os adultos apresentam uma coloração rosada, mais proeminente nos machos. Como outros odontocetos, possui um órgão chamado melão utilizado para ecolocalização. A nadadeira dorsal é pequena, mas é muito larga e as suas nadadeiras peitorais são grandes. Esse recurso, juntamente com o seu tamanho médio e a falta de fusão nas vértebras cervicais conferem-lhe uma grande capacidade de manobra para navegar na floresta inundada e capturar suas presas. Tem a dieta mais ampla entre os odontocetos, alimentando-se principalmente de peixes, mas completando com tartarugas e caranguejos. Na época das chuvas, se desloca para as áreas alagadas da floresta, onde há uma maior oferta de alimentos.
Em 2011, foi classificada pela União Internacional para a Conservação da Natureza na categoria de espécies com dados insuficientes, devido à incerteza em relação ao número total da população, a sua tendência e o impacto das ameaças. Não é alvo de caça significativa, mas, nas últimas décadas, tornaram-se, frequentes, capturas acidentais em redes de pesca. Por sua coloração rosada, chama a atenção e é uma das espécies de golfinhos mantidas em cativeiro em vários aquários do mundo, principalmente nos Estados Unidos, Venezuela e Europa. No entanto, é de difícil manutenção e tem uma alta taxa de mortalidade em cativeiro.

## Etimologia
"Boto-branco", "boto-vermelho", "boto-cor-de-rosa" e "boto-malhado" são referências à sua coloração, especialmente da região ventral, que é branca com tendência para o avermelhado. "Uiara" vem do tupi ï'yara, que significa "senhora da água". O epíteto específico homenageia o naturalista francês Étienne Geoffroy Saint-Hilaire.

## Nomenclatura e taxonomia
A espécie foi descrita em 1817 por Henri Marie Ducrotay de Blainville como Delphinus (Delphinorhynchus) geoffrensis. Em 1824, Alcide d'Orbigny descreveu o Inia boliviensis como uma espécie distinta, criando assim um novo gênero. Em 1846, John Edward Gray recombinou o nome científico cunhado por de Blainville para Inia geoffroyii. Em 1855, Paul Gervais recombinou a espécie para Inia geoffrensis.

### Subespécies
Três subespécies são tradicionalmente aceitas:
- Inia geoffrensis geoffrensis (de Blainville, 1817) - bacia do Amazonas
- Inia geoffrensis boliviensis d'Orbigny, 1834 - região do alto Madeira, abaixo das cachoeiras de Teotônio, entre Guajará-Mirim e Porto Velho
- Inia geoffrensis humboldtiana Pilleri & Gihr, 1977 - bacia do Orinoco

Em 1977, uma análise morfológica e morfométrica com base em indivíduos depositados em museus considerou a população boliviana uma espécie distinta. A distinção foi contestada uma vez que os caracteres utilizados eram muito variáveis para serem utilizados na distinção das populações em duas espécies distintas, e podiam significar apenas uma variação clinal. Com base na morfologia do crânio, em 1994, foi proposto novamente que o I. g. boliviensis representava uma espécie distinta, entretanto, devido ao pequeno número de espécimes analisados a conclusão foi enviesada.
Alguns autores seguiram o arranjo taxonômico de considerar a população boliviana como uma espécie distinta, enquanto outros continuaram a tratá-la como uma subespécie.
No início da década de 2000, a hipótese de duas espécies válidas foi analisada com estudos moleculares e genéticos. Análises de DNA mitocondrial, genes do citocromo b mitocondrial e sequências de intrão demonstraram uma grande variação entre a população da Bolívia e a do Amazonas-Orinoco, demonstrando uma distinção a nível de espécie. Um novo estudo morfológico também demonstrou a existência de duas espécies válidas.
Estudos de sequências de região de controle do DNA mitocondrial e de microssatélite demonstraram que duas linhagens de botos ocorrem na bacia do Orinoco. Essas linhagens originaram-se de dois processos migratórios independentes do Amazonas para o Orinoco, uma há cerca de 4 300 anos e outra há 5 800 anos. Os botos do Orinoco são parafiléticos em relação aos do Amazonas, e derivados destes. Sendo assim, a subespécie I. g. humboldtiana não é sustentada por dados moleculares. Estudos morfométricos e craniométricos também demonstraram que as populações do Orinoco e Amazonas não podem ser diferenciadas.

## Distribuição geográfica ehabitat

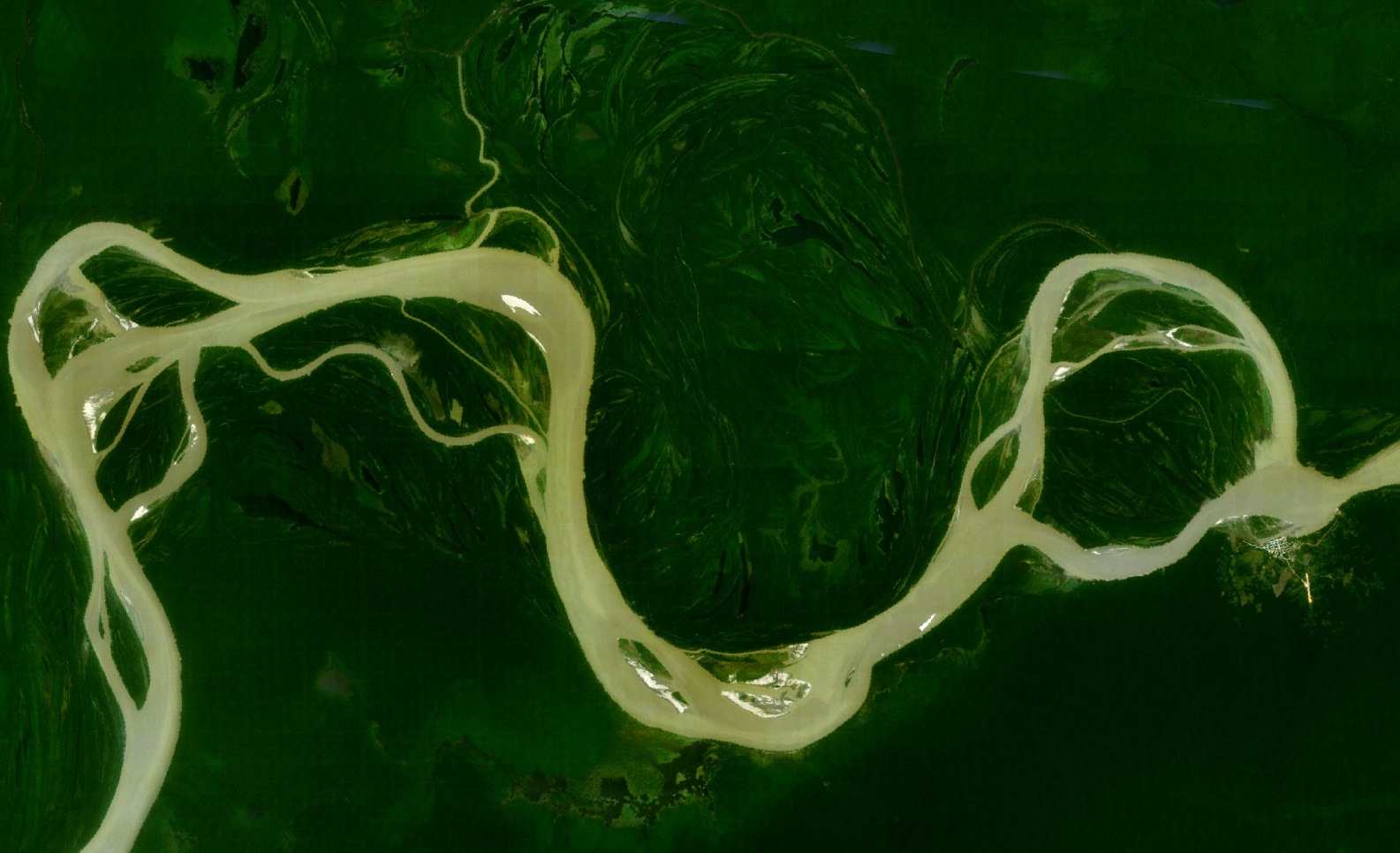
Rio Amazonas, nas proximidades de Fonte Boa (Amazonas). Áreas inundadas, canais menores e lagoas são observados ao longo do leito principal do rio, consistindo o habitat do boto-cor-de-rosa.

Dentre os golfinhos de água doce, é o que apresenta a maior distribuição geográfica, ocorrendo em uma área de cerca de sete milhões de quilômetros quadrados, e podendo ser encontrado em seis países da América do Sul: Bolívia, Brasil, Peru, Equador, Colômbia e Venezuela. Ocorre em todos os afluentes do rio Amazonas, incluindo lagos e pequenos cursos d'água, desde sua foz, próxima a Belém (Pará), até sua nascente nos rios Marañón e Ucayali, no Peru. Seus limites são estabelecidos por cachoeiras intransponíveis, como as dos rios Xingu e Tapajós no Brasil, e por águas muito rasas. Uma série de quedas d'água e cachoeiras no rio Madeira isolaram a população ao sul da bacia Amazônica na Bolívia. O boto também está distribuído na bacia do rio Orinoco, com exceção do rio Caroni e porção superior do rio Caura na Venezuela. A única conexão entre o Orinoco e o Amazonas é através do Canal do Cassiquiare.
A distribuição do boto nos rios e áreas adjacentes depende da época do ano. Na estação seca, habita os leitos dos rios, mas, na época das chuvas, quando os rios transbordam, estão espalhados por áreas alagadas tanto na floresta (igapó) como nas planícies (várzeas) inundadas. Não tolera águas salobras, sendo ausente nos estuários tanto do Amazonas quanto do Orinoco.

## Características

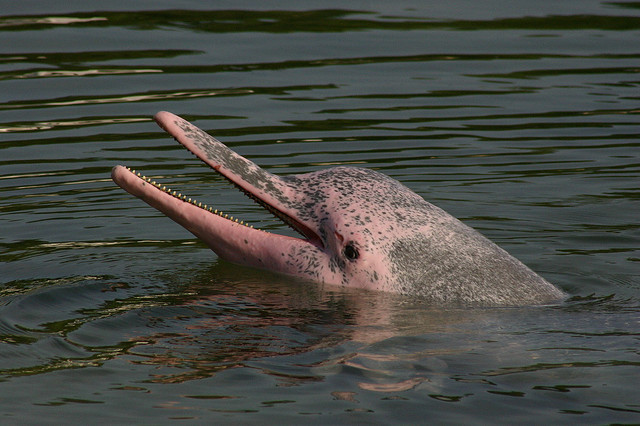
Detalhe da cabeça do boto.

O boto-cor-de-rosa é o maior dos golfinhos fluviais, com os machos atingindo 2,55 metros de comprimento e 185 quilogramas e as fêmeas 2,15 metros e 150 quilogramas. Possui uma estrutura corpórea encorpada e robusta, mas extremamente flexível. As vértebras cervicais não fundidas permitem o movimento da cabeça em todas as direções. O rostro é longo e estreito e o melão é bem distinto, mas pequeno e flácido, podendo ser alterado no formato por controle muscular. Os olhos são pequenos mas funcionais, e a visão é boa tanto sobre como abaixo da linha da água. As nadadeiras peitorais são grandes e largas, com formato de remo, a nadadeira dorsal é pouco proeminente e as nadadeiras caudais são triangulares e largas. Possui um terço das mandíbulas fundidas. A dentição é heterodonte e o número de dentes por ramo varia de 22 a 35.
A coloração nos adultos depende da temperatura e turbidez da água, da idade e da localização geográfica. Adultos que vivem em rios turvos tendem a ser rosados, em rios mais claros a região dorsal é acinzentada e o ventre e flancos rosados. Os juvenis são cinza-escuros. Apresenta um forte dimorfismo sexual, sendo os machos 16% maiores e 55% mais pesados que as fêmeas, e também mais rosados.

## Comportamento e ecologia
Geralmente de hábito solitário, raramente é visto em grupos com mais de três indivíduos, exceto na época reprodutiva. Quando visto em pares, geralmente são a mãe e o filhote. As migrações sazonais estão relacionadas com a migração dos cardumes e ao ciclo anual das águas. Apresentam uma área de vida, mas não têm comportamento territorial. São nadadores lentos, atingindo 2,4 a 5,1 quilômetros por hora, com picos de >22,5 quilômetros por hora. Raramente saltam.
Partilha a área de ocorrência com o tucuxi (Sotalia fluvitialis), que não é um golfinho estritamente fluvial.

## Dieta e hábitos alimentares

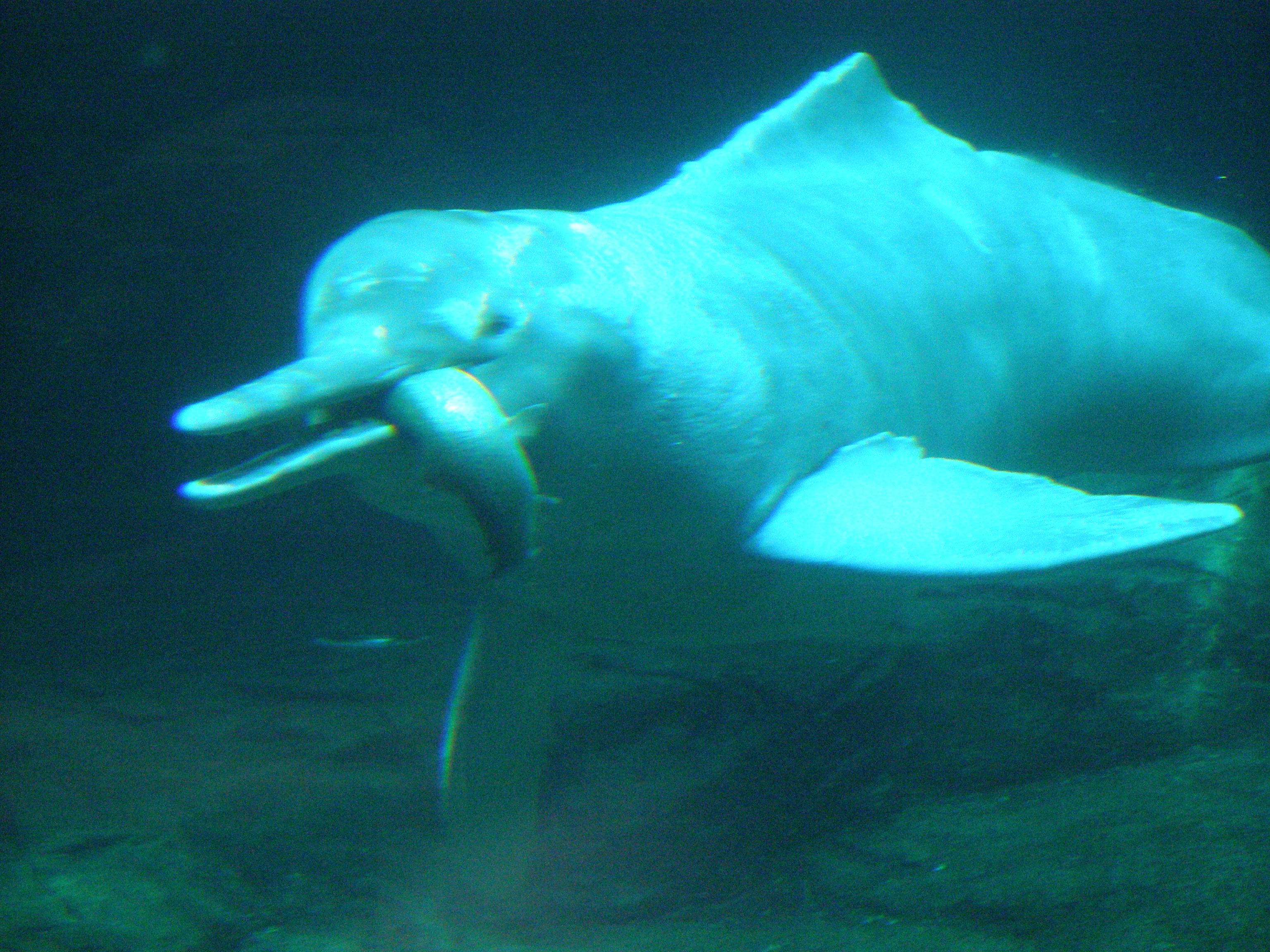
Boto com peixe na parte posterior do rostro.

Alimenta-se principalmente de peixes, mas, por causa da dentição, consegue segurar e esmagar presas com carapaças, fazendo com que caranguejos (Poppiana argentiniana) e tartarugas (Podocnemis sextuberculata) entrem na sua dieta. Mais de 50 espécie de peixes consumidos pelos botos já foram catalogadas, entre os quais as espécies das famílias Scianeidae, Cichlidae e Characidae são as consumidas com maior frequência. O tamanho das presas oscila entre 5 e 80 centímetros, com média de 20 centímetros. Os peixes são capturados com os dentes anteriores, e depois passados aos posteriores para serem partidos e posteriormente engolidos.
Geralmente, se alimentam sozinhos, caçando tanto durante o dia quanto a noite; entretanto os picos de maior atividade ocorre entre 6:00 e 9:00 horas e entre 15:00 e 16:00 horas. Consome cerca de 2,5% de seu peso corpóreo ao dia.

## Reprodução
A estação reprodutiva coincide com os baixos níveis de água. Os nascimentos concentram-se com o pico das cheias nos rios. A gestação dura entre 10 e 11 meses. O filhote nasce com cerca de 80 centímetros de comprimento. Os machos atingem a maturidade sexual quando atingem 200 centímetros de comprimento e as fêmeas entre 160 e 175 centímetros, geralmente entre 6 e 7 anos de vida. A lactação dura em média 1 ano e o intervalo entre partos é de 2 a 3 anos.

## Conservação
O boto foi classificado como vulnerável pela União Internacional para a Conservação da Natureza e dos Recursos Naturais (IUCN) até 2011, quando foi reclassificado para uma categoria de espécies com dados insuficientes devido a quantia limitada de informações disponíveis sobre ameaças, ecologia e do número e tendência da população. Na Convenção sobre o Comércio Internacional das Espécies da Fauna e da Flora Silvestres Ameaçadas de Extinção (CITES), está listada no "Apêndice II", e na Convenção sobre a Conservação das Espécies Migratórias de Animais Silvestres (CMS) também aparece no "Apêndice II".
Nas áreas onde os botos foram estudados, a espécie parece estar bem distribuída e é relativamente abundante. Entretanto, estas áreas representam só uma pequena proporção da distribuição total da espécie e, frequentemente, são lugares com alguma proteção. Por esse motivo, as informações dessas regiões podem não ser representativas e/ou válidas a longo prazo.

### Cativeiro

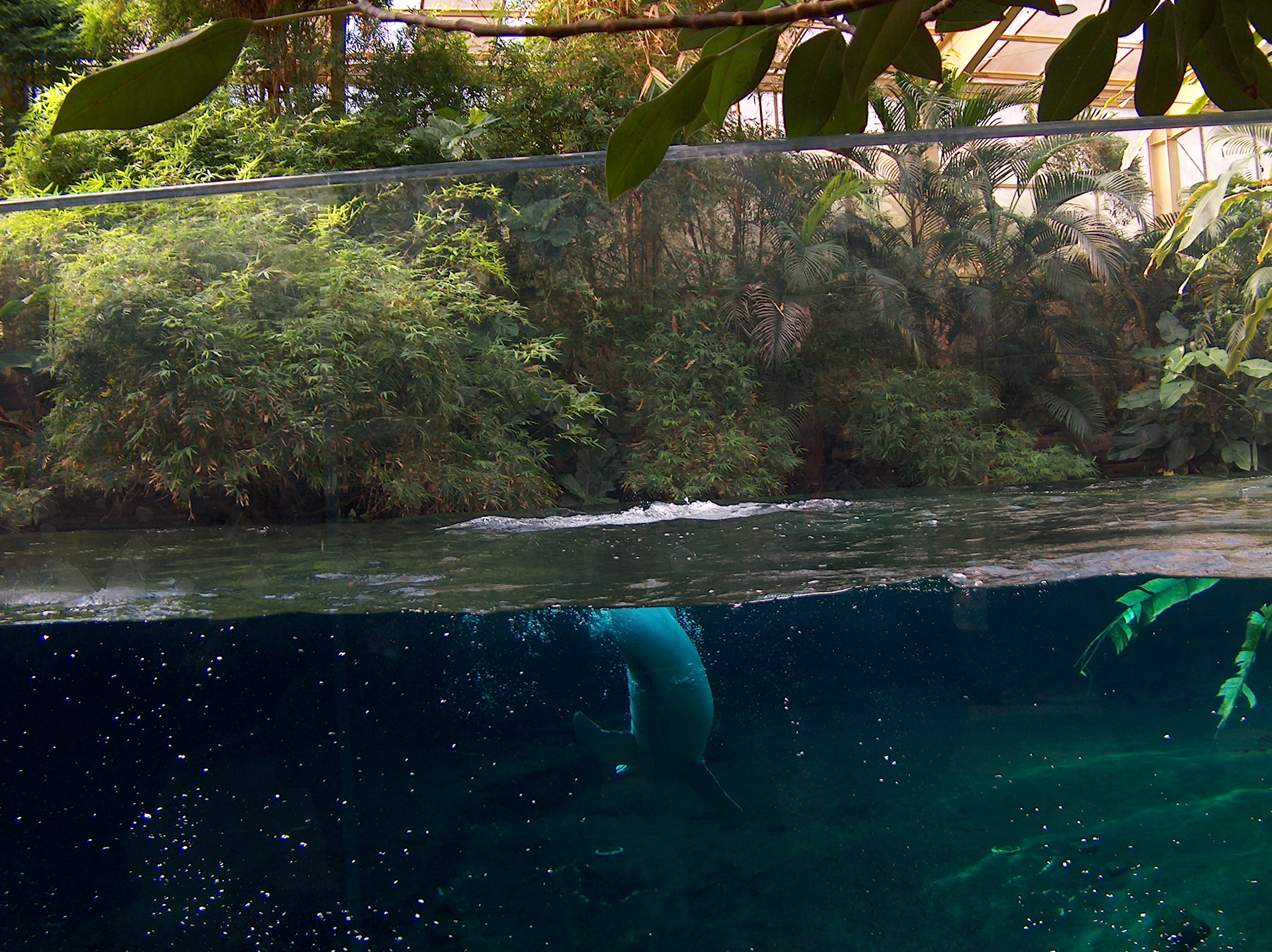
Recinto para botos no Zoológico de Duisburgo.

O boto-cor-de-rosa está presente em diversos aquários ao redor do mundo. A primeira captura registrada foi em fevereiro de 1956, em Leticia, na Colômbia, quando uma expedição do Silver Springs Nature Theme Park capturou quatro exemplares para expor nos Estados Unidos.

## Na cultura popular
No folclore brasileiro, diz-se que o boto-cor-de-rosa tem a propriedade de se transformar em um jovem galante e engravidar moças.

## Galeria

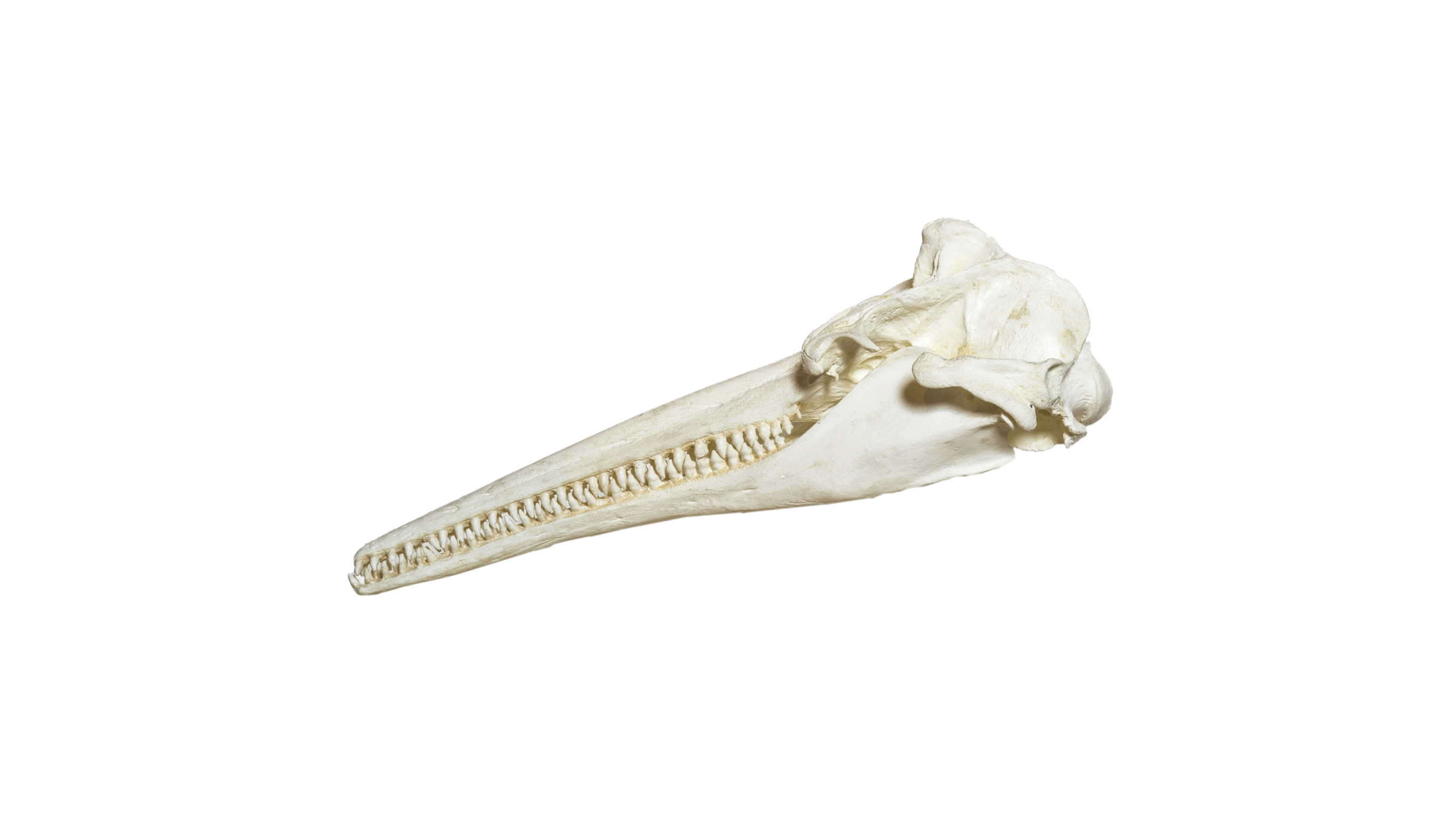
Crânio de Boto-cor-de-rosa (Inia geoffrensis).
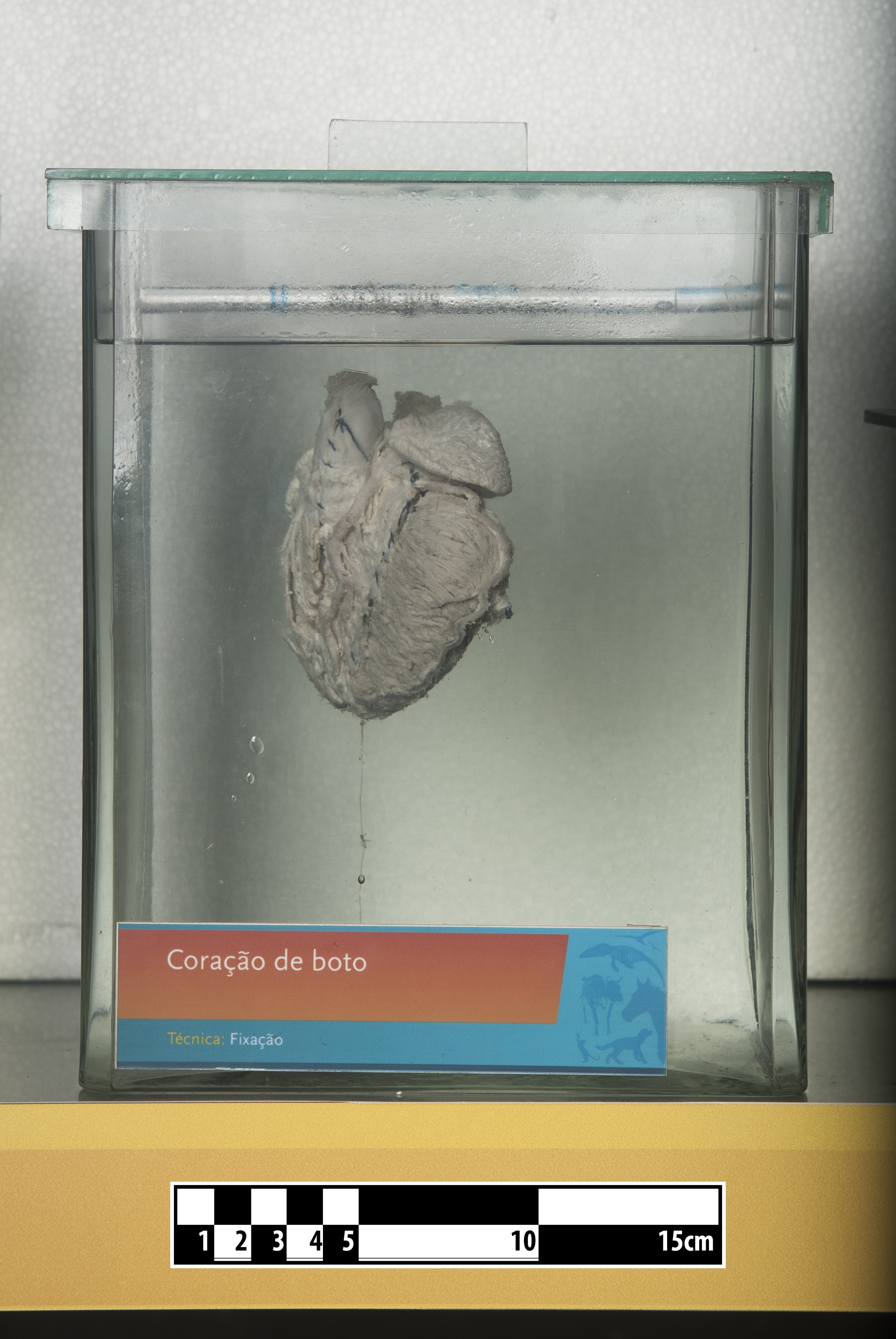
Coração de Boto-cor-de-rosa. Em exposição no Museu de Anatomia Veterinária da Faculdade de Medicina Veterinária e Zootecnia da USP.
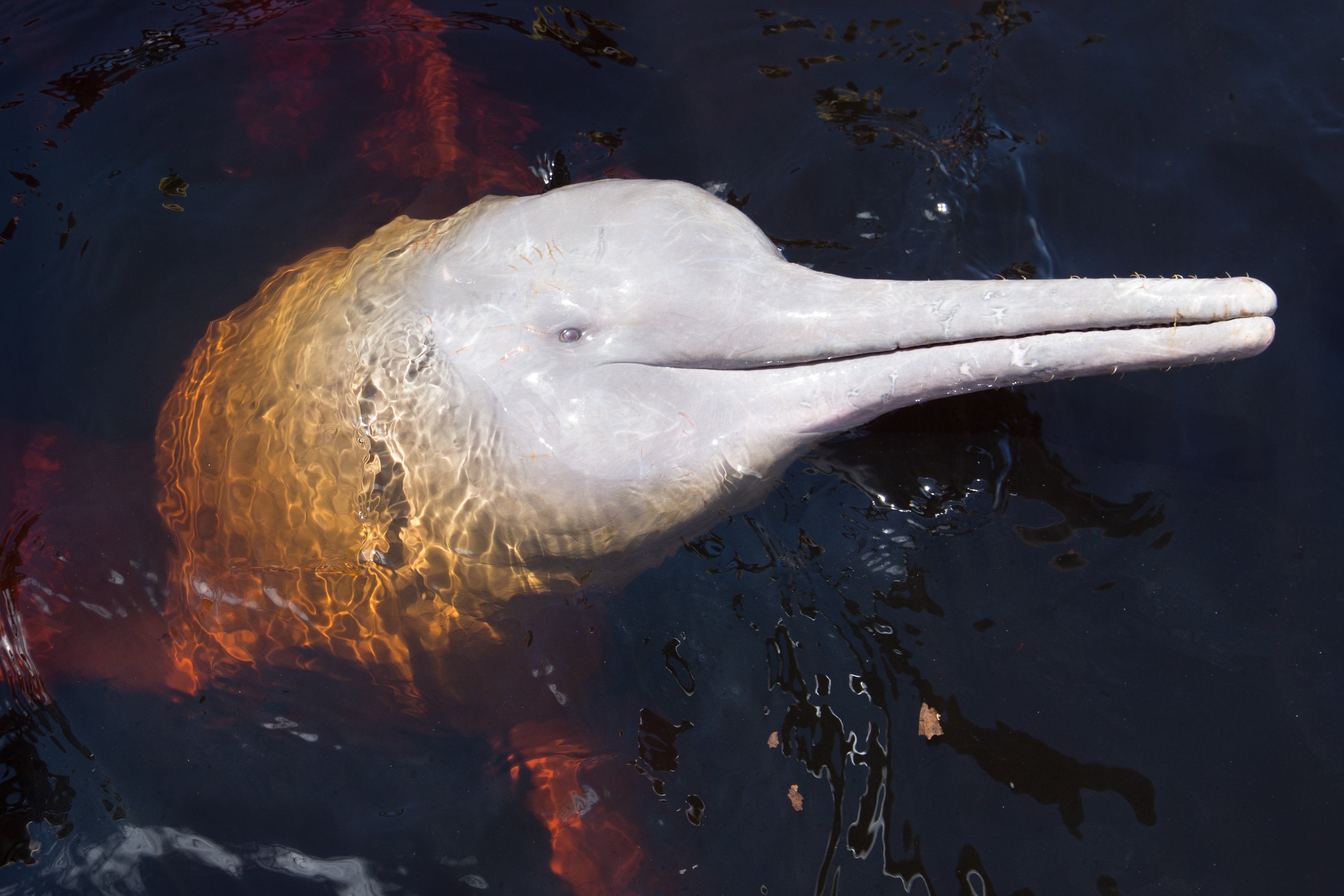
Boto-cor-de-rosa (Inia geoffrensis).